# Кросценко — Смильница

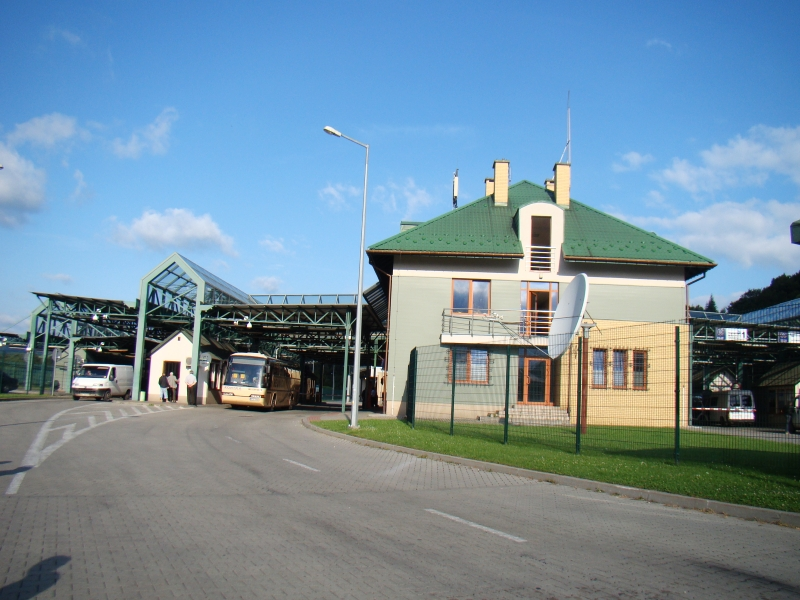
Вид со стороны Польши

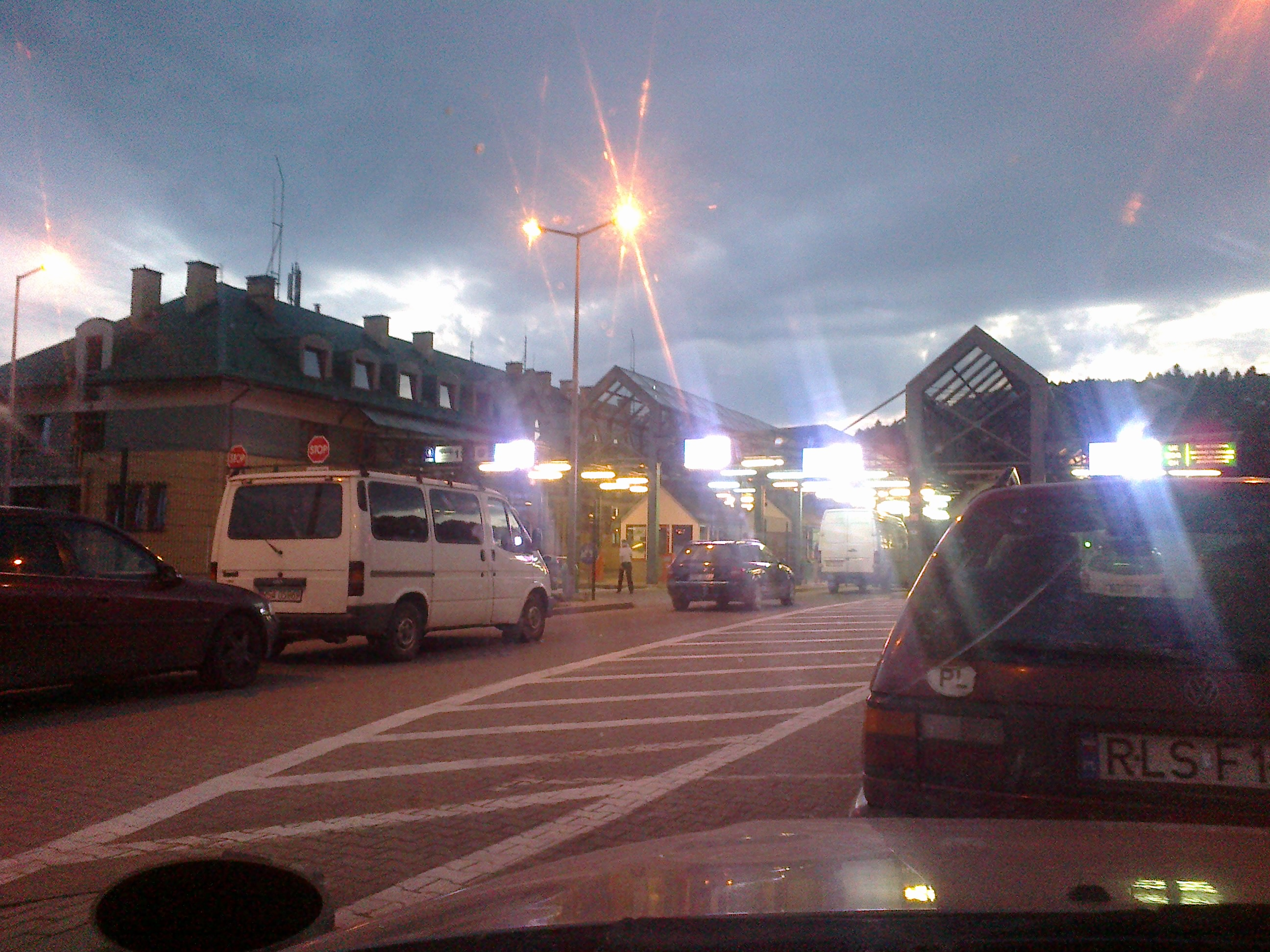
Пограничный терминал

Пограничный переход Кросценко—Смильница (пол. Przejście graniczne Krościenko-Smolnica, укр. Пункт пропуску через державний кордон України «Смільниця») — польско-украинский дорожный пункт пропуска через государственную границу.
Код пункта пропуска по украинской классификации — 20911 07 00 (11). Относится к Львовской таможне.
С польской стороны находится неподалёку от деревни Кросценко, в 12 км от города Устшики-Дольне. С украинской неподалёку от села Старява.
К переходу подходят польская краевая дорога № 84 и украинская дорога T1412.
Переход был открыт 20 ноября 2002 года для международного движения личного автотранспорта, микроавтобусов и грузового автотранспорта общей массой до 3.5 тонн. Часы работы были с 8:00 до 18:00.
С 29 августа 2003 года работает круглосуточно. Тогда-же стал первым на польско-украинской границе пунктом общего обслуживания, в котором польские и украинские службы работают совместно.
11 января 2006 года расширена допустимая масса автомобиля до 7.5 тонн, без ограничений на государственную принадлежность, с исключением грузов подлежащих санитарному, ветеринарному и фито-контролю, а также небезопасных грузов.
В каждом направлении действует пять полос пропуска: 3 для частного автотранспорта (в том числе один для граждан ЕС), 1 для грузового и один для автокаров. Переход не предназначен для пешего пересечения границы.
Пограничная линия проходит сразу-же за украинским шлагбаумом, а весь комплекс перехода располагается по польскую сторону границы.
Весной 2022 г. польская сторона начала работы по восстановлению заброшенной железнодорожной линии между Кросценко и Смильницей.
В феврале 2023 года Украина менее чем за год восстановила около 70 км железной дороги возле границы с Польшей на двух участках: госграница – Старжава – Хыров – Нижанковичи – госграница (линия 102) и Хыров – Самбор.